# مستر چیف
مَستر چیف (به انگلیسی: Master Chief) یا افسر درجه‌دار جان-۱۱۷، یک شخصیت خیالی و قهرمان اصلی در مجموعه بازی‌های ویدئویی تیراندازی اول شخص و علمی–تخیلی هیلو، ساخته استودیوی آمریکایی بانجی است. او به عنوان شخصیت قابل کنترل در نسخه‌های هیلو: نبرد تکامل، هیلو ۲، هیلو ۳، هیلو ۴، هیلو ۵: نگهبانان و هیلو اینفینیت به‌شمار می‌رود. مستر چیف به عنوان نماد و سمبل شانس‌بیار سری بازی‌های هیلو و برند اکس‌باکس شناخته می‌شود.
مستر چیف یک ابر سرباز بلند قامت معروف به «اسپارتان» است، که از کودکی برای جنگ آموزش دیده و بزرگ شده‌است. او نزدیک به سی سال با فعالیت در زمینه نظامی به یکی از سرسخت‌ترین سربازان کهنه‌کار در شورای امنیت ملل متحد تبدیل شد، و تقریباً تمام مدال‌های شناخته شده در UNSC به غیر از مدال زندانی جنگی را دریافت کرده بود. او تقریباً بدون چهره است و به ندرت بدون زره و کلاه‌خود سبز رنگش دیده می‌شود. در ازای نام تولد، اغلب با درجه دریایی از وی یاد می‌شود. صداگذاری این شخصیت توسط استیو داونز، دی‌جی اهل شیکاگو، در بازی‌های ویدئویی که در آن ظاهر می‌شود، انجام شده‌است. این شخصیت به‌طور کلی با واکنش‌های مثبتی از سوی منتقدان همراه بوده؛ در حالی که برخی از منتقدان ماهیت ساکت و بی‌چهره او را به عنوان نقاط ضعف این شخصیت توصیف کردند، سایر نشریات پیشنهاد کرده‌اند که این ویژگی‌ها به بازیکنان اجازه می‌دهد تا بهتر خود را در قالب شخصیت قرار دهند.

## تاریخچه
مستر چیف، جان ۱۱۷ یا سییرا ۱۱۷، ۷ مارس سال ۲۵۱۱، در شهر الیسیوم واقع در جهان مستعمره انسان‌ها به نام اریدانوس ۲ متولد شد. در سن ۶ سالگی، از پدر و مادر خود جدا شده و یک کلون شبیه‌سازی شده جایگزین او کردند که پس از مدت کوتاهی درگذشت. جان در کودکی دارای موهایی قهوه‌ای رنگ، صورتی کک مکی و فضایی خالی میان دندان‌های جلویش وجود داشت. ستوان پریسا، افسر درجه‌دار شرکتی تفنگداران دریایی UNSC، دوست دوران کودکی جان بود که در آن زمان جان او را از غرق شدن در دریاچهٔ گوسِو نجات داده بود. پس از این ماجرا جان به پریسا قول داد در آینده با او ازدواج خواهد کرد.
جان ۱۱۷ سپس همراه با یک گروه از کودکان نامزد برای برنامه اسپارتان-II به نیروی دریایی UNSC پیوست. بالاخره آن‌ها با استفاده از فناوری‌های تجربی تحت آزمایش قرار گرفتند که به تقویت نیروی عضلانی، روحی، سرعت، اندازه و دیگر قابلیت‌های فیزیکی انجامید. در طی دوران تمرین، جان به سرعت خود را به عنوان یکی از برترین نامزدهای این برنامه ثابت کرد. پس از گذشت چند سال از این آزمایش‌ها، او تبدیل به یک ابر سرباز شد. او یک سر و گردن از بقیه همرزمان خود بلندتر بود. مستر چیف در حالت ایستاده به همراه زره خود قد و وزنی معادل ۲۱۸ سانتی‌متر و ۴۵۱ کیلوگرم وزن دارد و بدون زره قد او ۲۰۸ سانتی‌متر در وزن ۱۳۰ کیلوگرم می‌باشد.
او رابطهٔ نزدیکی با هوش مصنوعی کورتانا دارد که درست قبل از نابودی نسل انسان‌ها، پیش از اتفاقات نبرد تکامل با او آشنا شده بود. کورتانا به واسطهٔ یکی از نیازهای بازی به راهنمایی مستر چیف می‌پردازد و اطلاعاتی را از جهان بازی در اختیار او قرار می‌دهد. اما اهمیت او با آشکار ساختن انسانیت مستر چیف، بیشتر نیز می‌شود. با جلوتر رفتن داستان، کورتانا به‌طور کامل به شخصیتی قابل درک، و دوست و همراه مستر چیف تبدیل می‌شود.
جان زندگی جدیدی را شروع کرد، او همراه با اسپارتان‌های دیگر به رهبری فرانکلین مندز، یکی از افسران ارشد شورای امنیت سازمان ملل متحد مشغول به آموزش و تمرین شد. به مدت هشت سال تاریخ، استراتژی نظامی، کار با سلاح و آموزش آمادگی جسمانی دید. در همین زمان، او با کلی و سم آشنا شد که این دو تبدیل به نزدیک‌ترین دوستانی شدند که او تا به حال داشت. جان یکبار دیگر به سرعت خود را ثابت کرد و به عنوان یکی از بهترین نامزدهای برنامه در طول آموزش شناخته شد. دکتر کاترین الیزابت هالزی و فرمانده مندز او را یکی از چهار رهبر شناخته شده در گروهان اسپارتان-II در کنار کورت-۰۵۱، جروم-۰۹۲ و فردریک-۱۰۴ تشخیص دادند. دکتر هالزی بسیار جان را باور داشت و از این رو بیان می‌کرد او دارای قابلیت‌ها و مهارت‌های طبیعی برای رهبری کل گروهان اسپارتان-II است. وقتی اسپارتان هشت ساله شد، آن‌ها را به مأموریتی آزمایشی فرستادند که در طی آن گروهان را در جنگلی واقع در اعماق رشته کوه‌های برفی رها کردند و از آن‌ها انتظار می‌رفت صحیح و سالم به سفینهٔ خود بازگردند.